# Matterhorn
De Matterhorn (Italiaans: Cervino; Frans: Cervin) is een berg gelegen in de Walliser Alpen, op de grens van Zwitserland (Wallis) en Italië (Aostadal). De top ligt op 4478 m hoogte. De foto rechts is genomen ten noordoosten van de Matterhorn, vanuit Zermatt aan het eind van het Mattertal in Zwitserland. Deze kant van de berg is het bekendst: het is een symbool voor Zwitserland geworden. Aan de Italiaanse kant ligt het eveneens toeristische Breuil-Cervinia.
In 1581 werd de Matterhorn de eerste keer onder de naam Mont Cervin genoemd. In 1682 werd de naam Matterhorn de eerste keer in een oorkonde vermeld.
Van de kant van Zermatt heeft de Matterhorn een piramidevorm, het is bijna een toren. Gezien vanuit het westen, vanuit de bergen in Wallis heeft de Matterhorn de vorm van een kathedraal, met een lange horizontale graat naar het zuiden.
De berg is een veel beklommen vierduizender in Europa. Bij deze beklimmingen zijn al meer dan 500 mensen omgekomen. Veel van deze slachtoffers liggen begraven op de begraafplaats bij de kerk in Zermatt.

## Geologie
De Matterhorn vormt een los stuk van de Dent Blanche-nappe, die wordt ingedeeld bij de Austroalpiene nappes. Deze nappes zijn afkomstig van de Afrikaanse plaat, waardoor weleens gezegd wordt dat de Matterhorn uit Afrika komt.

## Eerste beklimming
De eerste beklimming geldt als een belangrijke mijlpaal in de geschiedenis van het alpinisme. Deze werd gekenmerkt door een felle concurrentiestrijd tussen twee teams, dat van Edward Whymper, een ervaren Engelsman die al veel eerste beklimmingen op zijn naam had staan, en dat van de Italiaan Jean-Antoine Carrel. In een poging de top als eerste te bereiken deden beide klimmers op dezelfde dag met hun respectievelijke touwgenoten een aanval op de berg; Whymper deed dit via de huidige normale route: de zogenaamde Hörnligraat vanuit Zermatt. Carrel trachtte vanuit Cervinio de veel moeilijkere Italiaanse Liongraat te beklimmen, een route die vandaag de dag door Italiaanse gidsen van ladders is voorzien om ook minder geoefende klanten aan te trekken.
Whymper won de race en stond op 14 juli 1865 om 13:40, samen met dominee Charles Hudson, Douglas Robert Hadow en Lord Francis Douglas, met de berggidsen Peter Taugwalder (vader) en Peter Taugwalder (zoon) uit Zermatt en Michel Croz uit Chamonix-Mont-Blanc als eersten op de top. Bij de terugtocht verongelukten door een val Croz en alle Engelsen, behalve Whymper. Het was het eerste grootschalig klimongeval dat ruimschoots aandacht kreeg in de pers, zozeer zelfs dat de Engelse koningin zich uitsprak om een algemeen klimverbod in de Alpen op te leggen, een voorstel dat men ook uitte bij de eerste beklimming van de Eiger.

### Verdere klimgeschiedenis
- 1865 · Eerste beklimming door Edward Whymper via de Hörnligraat. Jean-Antoine Carrel beklimt de Italiaanse Liongraat enkele dagen later.
- 1890 · Whympers concurrent en klimpartner Carrel sterft van uitputting op de Matterhorn bij zijn 50e beklimming van de berg.
- 1871 · De Britse Lucy Walker beklimt de berg als eerste vrouw.
- 1879 · Eerste beklimming van de Zmuttgraat.
- 1911 · De moeilijkste van de vier graten, de Furgggraat, wordt beklommen.
- 1917 . Bouw van de Solvay-hut op 4003 m hoogte
- 1927 · Eerste beklimming van de westwand.
- 1931 · Eerste beklimming van de noordwand door Frans en Toni Schmid, waarvoor zij een Olympische medaille kregen. Toni was reeds omgekomen in de oostelijke alpen toen het Olympisch comité de medailles uitvaardigde.
- 1932 · Eerste beklimming van de brokkelige maar gemakkelijke oostwand.
- 1962 · Eerste winterbeklimming van de noordwand.
- 1965 · Walter Bonatti beklimt solo een nieuwe directe route op de noordwand in de winter.
- 1977 · Eerste Nederlandse beklimming van de noordwand door Lucas Wildervanck en Ronald Naar. De tocht, die grotendeels door Lucas werd voorgeklommen, werd in iets meer dan 11½ uur geklommen, in die periode een zeer snelle tijd.
- 1991 . De bekende Zwitsers berggids Ulrich Inderbinen uit Zermatt beklimt de Matterhorn voor de 371e en laatste keer in zijn leven. Hij is op dat moment 90 jaar.
- 1992 · Hans Kammerlander beklimt de vier verschillende graten in minder dan 24u.
- 2009 · Snelste beklimming door Ueli Steck in 1 uur en 56 minuten via de Schmidroute.

## Beklimming
Hoewel de berg de naam heeft gemakkelijk te beklimmen te zijn hebben meer dan 500 alpinisten op deze berg het leven verloren. Vanwege die reputatie trekt zij relatief veel möchtegern-alpinisten aan, ambitieuze mensen zonder ervaring die de berg en het weer onderschatten en waarvan 20 tot 30 procent ondanks waarschuwingen zonder gids op weg gaat. Het merendeel van de ongelukken treft deze groep. Jaarlijks wordt de tocht naar de top door ongeveer 2500 personen ondernomen, waarvan er 1500 daadwerkelijk aankomen en tien het leven verliezen.
De gebruikelijke route verloopt via de Hörnligraat en wordt gewaardeerd als AD+. In het bovenste gedeelte van de route zijn vaste touwen/staalkabels aanwezig. De Solvayhütte (4003 m) op de graat biedt een schuilmogelijkheid bij weersomslag. Andere routes verlopen via de Italiaanse kant (Liongraat) en de Zmuttgraat. Deze routes zijn technisch iets moeilijker dan de Hörnligraat.
Een lokale legende is Ulrich Inderbinen die, veelal als berggids, de Matterhorn 371 keer in zijn leven heeft beklommen, de laatste keer op 90-jarige leeftijd. Hij wordt in Zermatt vereerd met een plaquette op de begraafplaats en een fontein in het oude stadsgedeelte.

### Galerij

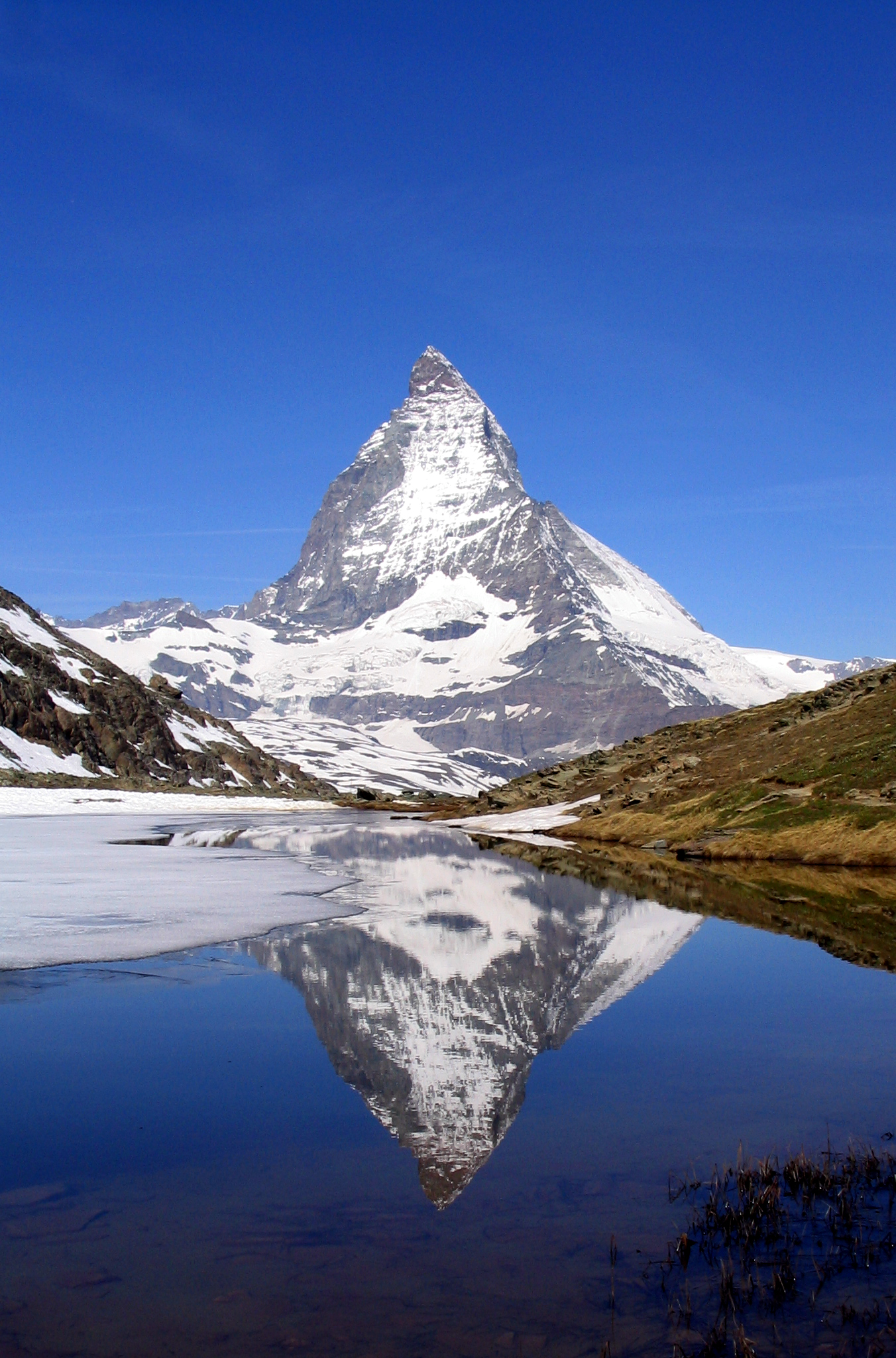
De Matterhorn achter de Riffelsee (oostzijde)
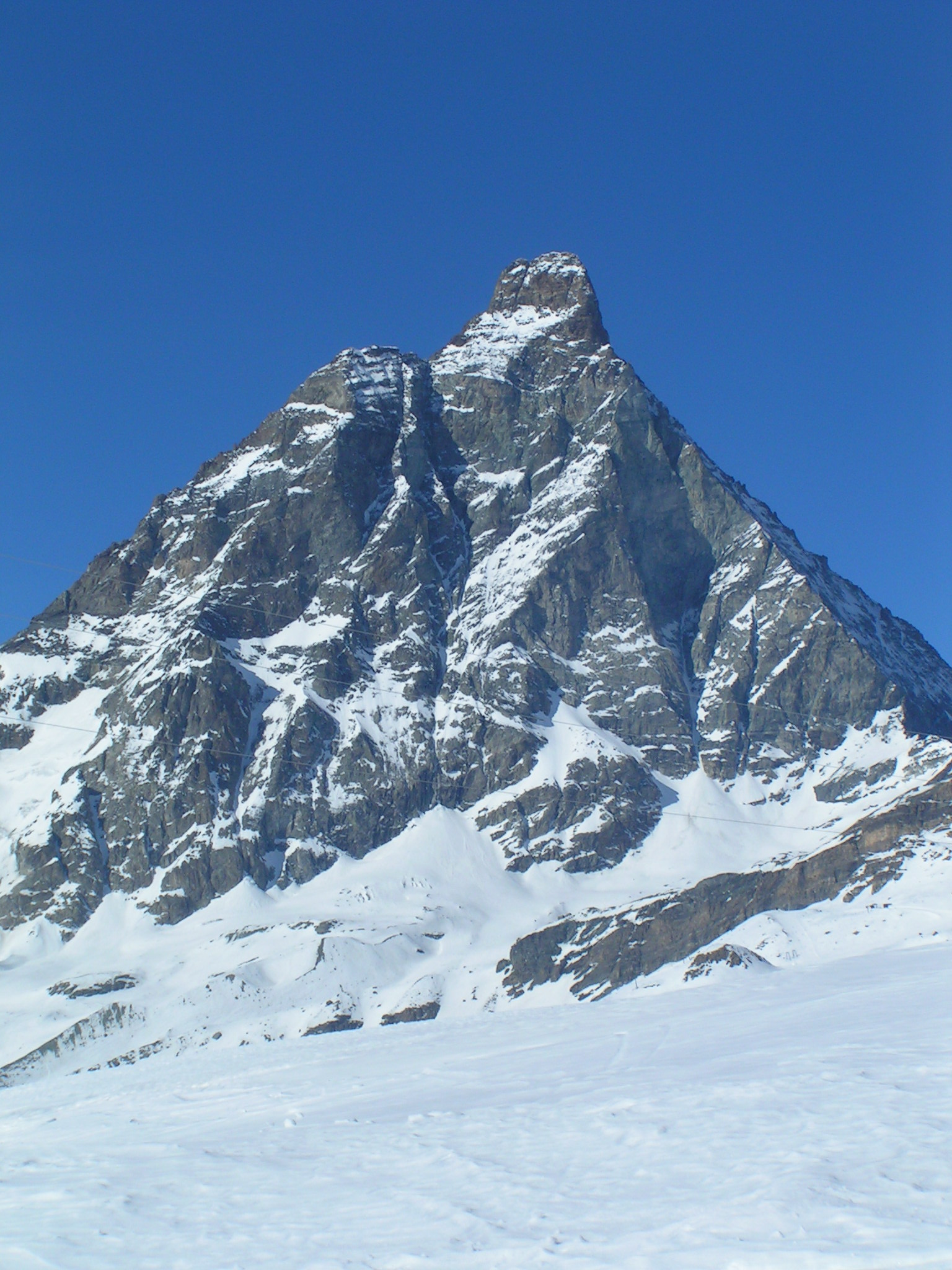
De Italiaanse zuidkant van de Matterhorn
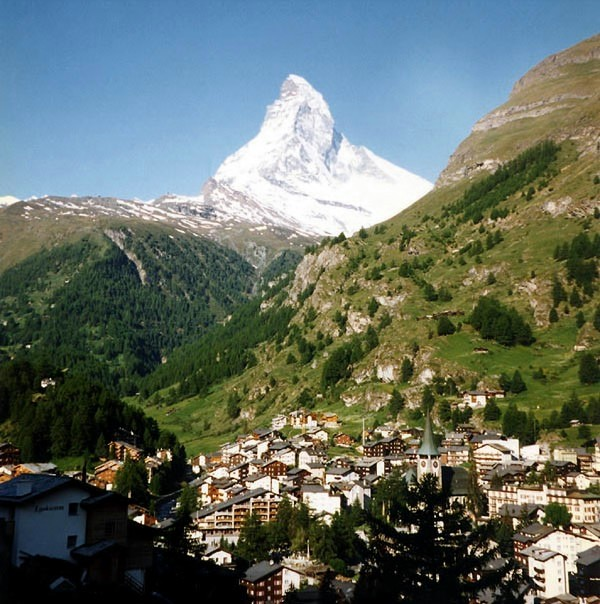
De Matterhorn boven Zermatt
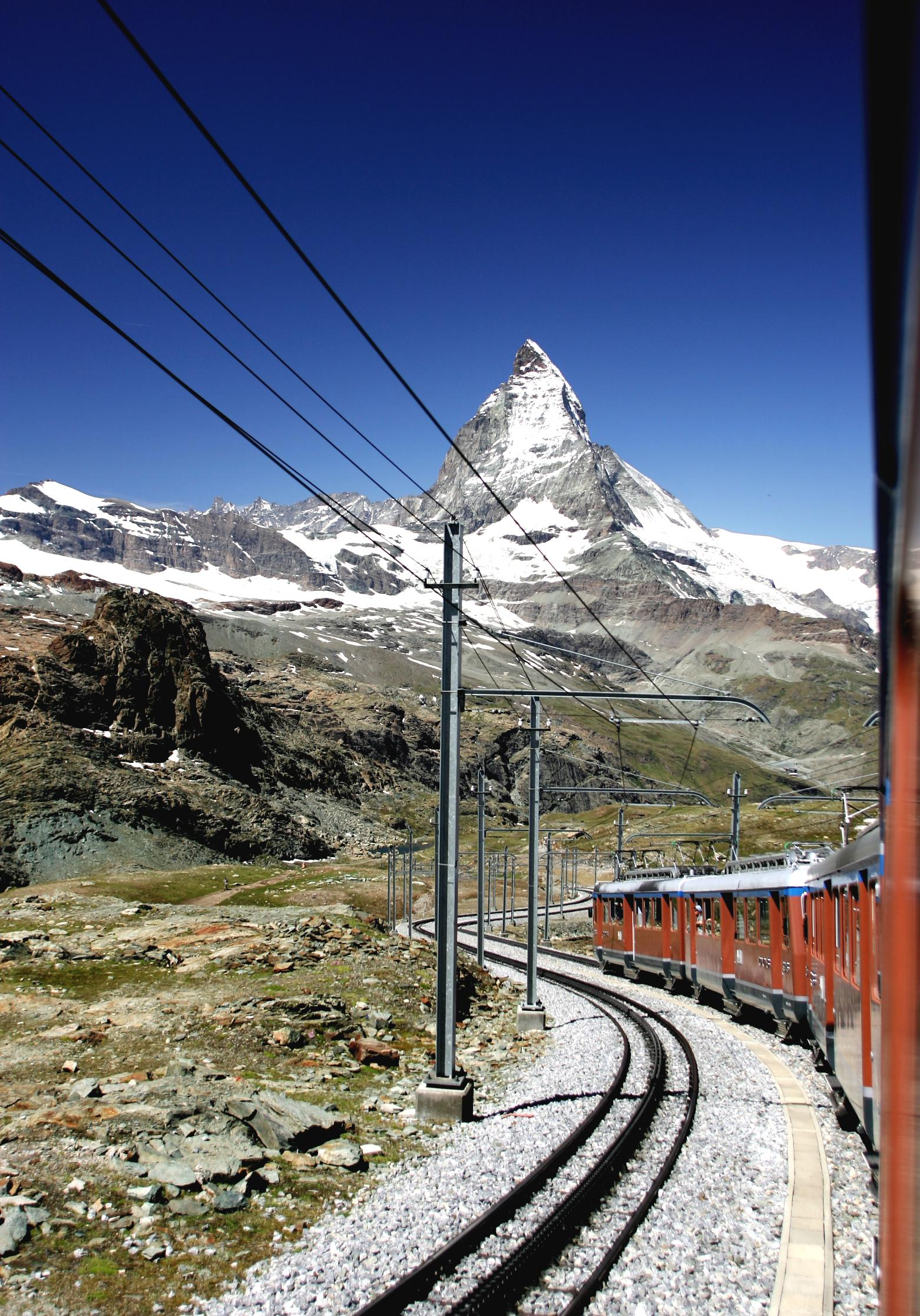
De Matterhorn gezien vanuit de Gornergratbahn